# Egon Pollak
Egon Pollak (født 3. maj 1879 i Prag, død sammesteds 14. juni 1933) var en tjekkisk-tysk dirigent.
Pollak forlod matematikken til fordel for musikken og slog sig på dirigenthvervet, som han udøvede i forskellige tyske byer og med tiden blev et anset navn; fra 1917 var han første kapelmester ved stadsteateret i Hamborg. Han dirigerede også i København (i Tivoli 1929).